# The Valenzetti Equation
The Valenzetti Equation eller Valenzetti-ligningerne er en fiktiv matematisk teori i den amerikanske tv-serie Lost. Den blev offentliggjort for første gang i Lost Experience og taget seeren dybere ind i mysteriet om tallene: 4, 8, 15, 16, 23 og 42.
Formålet med Dharma Initiative er at kortlægge de seks faktorer der skal til at for at løse Valenzetti-ligningerne, hvis resultat vil være datoen på menneskets undergang. Hvad enten det er overbefolkning, kemisk krig, atomkrig eller lign.
| Lost | Spire Denne artikel om tv-serien Lost er en spire som bør udbygges. Du er velkommen til at hjælpe Wikipedia ved at udvide den. |